# Pizzagate

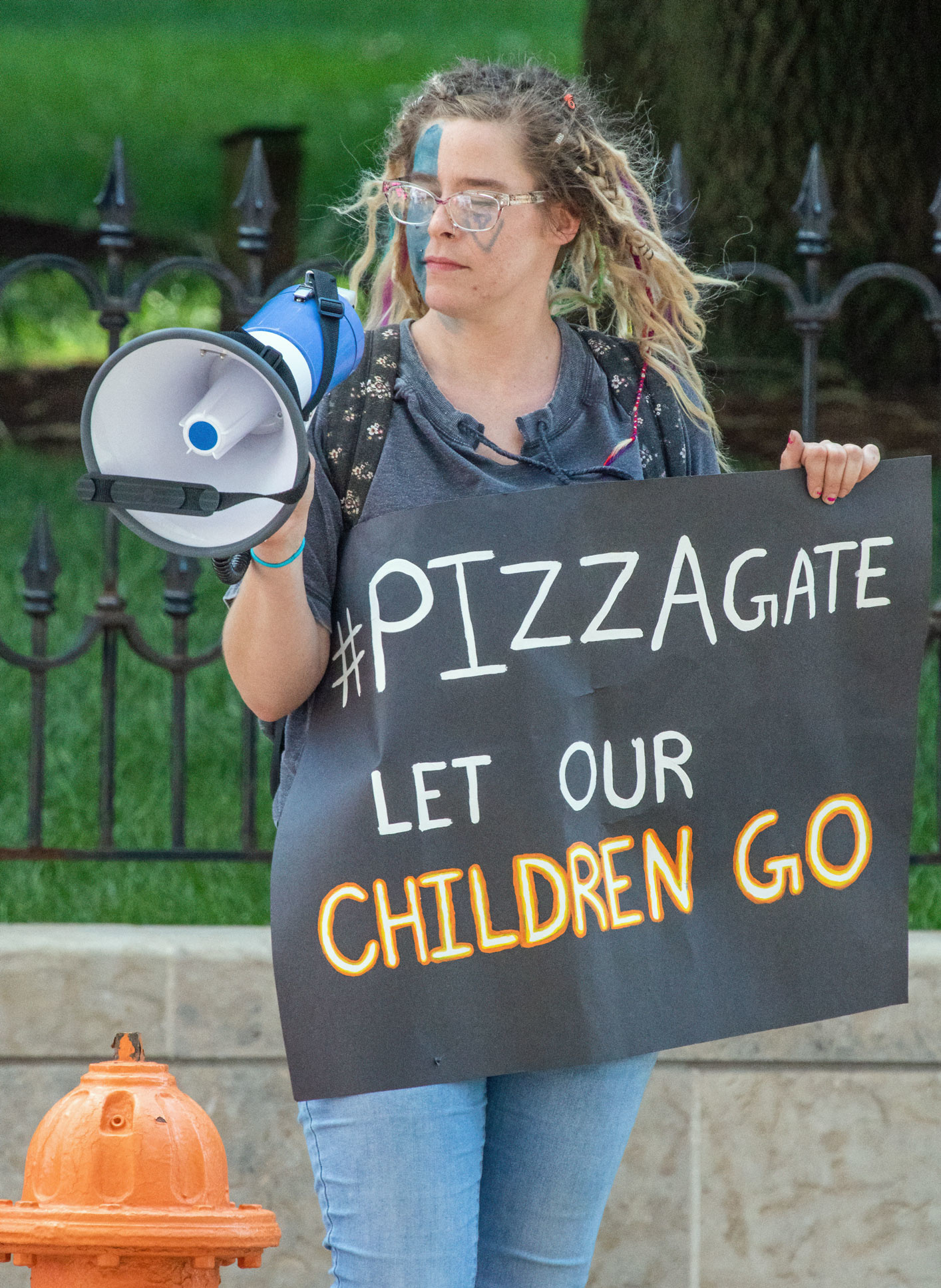
Zwolenniczka teorii Pizzagate, protestująca przeciw rzekomemu seksualnemu wykorzystywaniu małoletnich

Pizzagate – teoria spiskowa zapoczątkowana i rozpowszechniona w trakcie wyborów prezydenckich w Stanach Zjednoczonych w 2016 roku. Wówczas portal WikiLeaks upublicznił zawartość konta e-mail Johna Podesty, szefa kampanii Hillary Clinton. Zwolennicy teorii twierdzą, że niektóre spośród upublicznionych wiadomości zawierały zakodowane informacje dotyczące udziału Johna Podesty oraz członków waszyngtońskiej elity politycznej w grupie przestępczej zajmującej się przemytem ludzi i powiązanej z seksualnym wykorzystywaniem nieletnich.

## Historia

### Pochodzenie i ewolucja
Z biegiem czasu elementy Pizzagate zostały włączone do teorii spiskowych nazywanych The Storm, utworzonych wokół publikacji anonimowego blogera określanego w mediach jako QAnon. Samo Pizzagate według doniesień medialnych miało powstać na bazie wielu istniejących, ale znacznie mniej znanych, teorii spiskowych, np. tych powstałych wokół publikacji innego anonimowego blogera nazywanego FBIAnon.

### Etymologia nazwy
Nazwa Pizzagate pochodzi z połączenia słów pizza, które – w terminologii przestępczej grupy – rzekomo ma oznaczać osobę będącą seksualnym niewolnikiem, oraz końcówki -gate, która poprzez analogię do afery Watergate jest używana w języku angielskim do określania politycznych afer wygaszanych i ukrywanych przez wysoko postawione osoby.

## Główne postulaty
Według doniesień medialnych zwolennicy teorii Pizzagate twierdzą, że:
- członkowie waszyngtońskiej elity politycznej rzekomo są częścią szajki pedofilów, która korzysta ze słownika słów-kluczy oraz rozpoznawczych symboli, aby móc się potajemnie rozpoznawać i komunikować – zwolennicy teorii uważają, że są w stanie identyfikować członków szajki oraz miejsca ich spotkań[2];
- Hillary Clinton, żona byłego prezydenta USA Billa Clintona, późniejsza sekretarz stanu oraz kandydatka na prezydenta, rzekomo miała stać na czele szajki, a w pizzerii „Comet Ping Pong” miały odbywać się satanistyczne rytuały z jej udziałem[7];
- bracia John i Tony Podesta mają stać za zaginięciem Madelaine McCann, kilkulatki, która zniknęła w niewyjaśnionych okolicznościach w 2007 roku w Portugalii[2];
- Tony Podesta, waszyngtoński lobbysta i brat Johna Podesty, ma kolekcjonować dzieła sztuki Katy Grannan oraz Louise Bourgeois odwołujące się do pedofilii, co ma dowodzić jego przynależności do szajki[2].

## Incydenty
Zwolennicy teorii dopatrywali się tego, że przestępcza grupa działała poprzez sieć pizzerii oznakowanych specjalnymi symbolami. Skupiono się w szczególności na waszyngtońskiej pizzerii „Comet Ping Pong”, której właściciel korespondował z Johnem Podestą. Doprowadziło to do niebezpiecznego incydentu, gdy 4 grudnia 2016 roku mężczyzna uzbrojony w karabin i pistolet wtargnął do pizzerii, w której znajdowali się wtedy ludzie – w tym dzieci – i oddał kilka strzałów, nie raniąc nikogo. Mężczyzna oddał się w ręce policji po przekonaniu się, że w lokalu nie ma niczego, co wskazywałoby na używanie go do przemycania ludzi albo wykorzystywania ich seksualnie.